# Sainte-Marie-aux-Anglais
Sainte-Marie-aux-Anglais is een dorp in de Franse gemeente Le Mesnil-Mauger in het departement Calvados. Door het plaatsje stroomt de Viette, een zijriviertje van de Vie.

## Geschiedenis
In de 13de eeuw werd de plaats vermeld als Sancta Maria ad Anglicos.
Op het eind van het ancien régime werd Sainte-Marie-aux-Anglais een gemeente. In 1836 werden de buurgemeenten Doux Marais en Saint-Maclou opgeheven en bij Sainte-Marie-aux-Anglais gevoegd. Doux Marais werd toen hoofdplaats van fusiegemeente Sainte-Marie-aux-Anglais.
In 1973 werd de gemeente Sainte-Marie-aux-Anglais, samen met de gemeenten Saint-Crespin en Écajeul, bij de gemeente Le Mesnil-Mauger gevoegd in een zogenaamde "fusion association". Op 1 januari 2017 ging deze gemeente op in de commune nouvelle Mézidon Vallée d'Auge.

## Bezienswaardigheden
- De Chapelle Sainte-Marie-aux-Anglais is de oude 12de-eeuwse kerk, die 1910 werd geklasseerd als monument historique.
- Het landhuis dateert uit de 15de en 16de eeuw. De gevel werd in 1927 ingeschreven als monument historique.

Lijst van Franse gemeenten · Arrondissement Lisieux · Calvados · Normandië